# Раутиайнен, Тимо Аулис
Тимо Аулис Раутиайнен (фин. Timo Aulis Rautiainen; род. 25 января 1963, Сулкава, Финляндия) — финский рок-музыкант, один из ветеранов финской тяжёлой сцены.

## Биография
Музыкальная карьера Тимо Раутиайнена началась, когда ещё в 1981 году он вместе со своими соучениками основал группу Lyijykomppania. В 1990 году после длительного перерыва группа была воссоздана, и Раутиайнен принял участие в записи её первых двух альбомов — «Uimakoulu» и «Viimeinen voitelu». В 1992—1996 годах был также гитаристом в группе Aku Ankkuli.
1996 год стал поворотным этапом в творческой биографии Тимо: он покидает Lyijykomppania и Aku Ankkuli и основывает собственную группу, Trio Niskalaukaus, с которой записал восемь альбомов. С 2006 года занимается сольным творчеством: к 2011 году записал три сольных альбома. В записи сольных альбомов Раутиайнена участвуют как бывшие музыканты его «Трио», так и другие музыканты, например, Туомас Холопайнен из Nightwish, бывший гитарист группы Children of Bodom Александр Куоппала и другие.
На DVD группы Nightwish «From Wishes to Eternity» (2000) Раутиайнен появляется на сцене в самом конце концерта и объявляет о награждении группы за «золотой» и «платиновый» диски.
В 2001 году принял участие в записи альбома «Vuoden synkin juhla» группы Viikate.
В 2008 году Тимо Раутиайнен написал и исполнил саундтрек к фильму Алекси Мякеля «Рёёпери».

## Интересные факты
- В последнее время Раутиайнен часто поёт под аккомпанемент камерного ансамбля «Fagottiyhtye Vekotin», который состоит из шести фаготистов и одного контрафаготиста. С этим ансамблем записаны песни «Ikääntynyt soittomies» и «Hetki hautausmaalla» с альбома «En oo keittäny enkä myyny», а также ряд других песен, например из репертуара Тапио Раутаваара.
- Свой следующий альбом музыкант планирует записывать совместно с хип-хоп-исполнителем Сеппо Лампела, известным под псевдонимом Steen1.[1] Ранее Лампела уже принял участие в записи альбома «Loppuun ajettu», в частности, почти целиком исполнил песню «Viimeistä viedään».
- Как правило, Тимо Раутиайнен поёт на финском языке, считая, что он уникально сочетается с тяжёлой рок-музыкой[2]. В то же время, на альбомах «In frostigen Tälern» и «Hartes land», записанных во времена «Трио», он исполняет все песни на немецком. Ещё раньше, в 1991 году, он исполнил одну песню на шведском — «Öljyn kaiku», в составе группы Lyijykomppania.

## Сольная дискография

### Альбомы
- Sarvivuori (2006)
- Loppuun ajettu (2007)
- En oo keittäny enkä myyny (18 августа 2010)

### Синглы
- Punainen viiva (2006)
- Sinulle (2006)
- Uskonnonpastori (2006, EP)
- Outolintu (2007)
- Rööperi (2008)
- Bacchuksen tiellä (2010)